# Partidul Stângii Europene
Partidul Stângii Europene, abreviat ca Stânga Europeană (SE, de la European Left, EL) este un partid politic la nivel european și o asociație de partide eurosocialiste din Uniunea Europeană și alte țări europene. Partidul Stângii Europene a fost creat în ianuarie 2004 în scopul de a participa la alegerile din același an pentru Parlamentul European. A fost fondată pe 8 mai 2004 la Roma. Din România, Partidul Alternativa Socialistă este membru al SE, fiind unul dintre partidele fondatoare. Ideologic, Stânga Europeană se definește ca fiind un partid eurosocialist.

### Performanțe electorale
În legislativul european din 2009-2014 grupul parlamentar al Partidului Stângii Europene, care activează sub denumirea GUE/NGL (Stânga Unită Europeană / Stânga Verde Nordică), are 35 de eurodeputați.
Stânga Europeană este cotată cu 17,5% la alegerile europarlamentare din 2014, conform unui sondaj realizat pe 12000 de alegători.
1. ↑  Some remarks concerning the creation of the Party of the European Left